# Like Minds
Pour les articles homonymes, voir Minds (homonymie).
Pour plus de détails, voir Fiche technique et Distribution.
Like Minds est un film britannico-australien écrit et réalisé par Gregory J. Read, sorti en 2006.
Ce thriller psychologique est la première coproduction australienne/britannique réalisée au Royaume-Uni depuis plus d'une décennie. Like Minds a été renommé Murderous Intent lors de sa sortie en DVD aux États-Unis en 2007.

## Synopsis
Alex Forbes est un brillant étudiant, pensionnaire dans l'école privée pour garçons que dirige son père. Accusé du meurtre de Nigel Colbie, génie ténébreux et manipulateur avec qui il était contraint de partager sa chambre, une psychologue, Sally Rowe, cherche à déterminer sa responsabilité. Au fur et à mesure de l'investigation, elle découvre l'étrange fascination que semble éprouver Alex pour Nigel, même après sa mort. Il lui raconte alors qu'ils pensaient descendre de l'Ordre du Temple et leur projet de tuer une jeune fille afin d'obtenir des pouvoirs surnaturels.

## Production
Le film a été tourné dans le Yorkshire, en Angleterre et dans le sud de l'Australie.

## Fiche technique
- Titre : Like Minds
- Réalisation et scénario : Gregory J. Read
- Producteurs : Jonathan Shteinman
- Sociétés de production : Piers Tempest
- Distribution : Arclight Films, Weinstein Co., Lions Gate (UK)
- Pays :  Australie |  Royaume-Uni
- Langue : Anglais
- Genre : Thriller
- Durée : 110 min.
- Dates de sortie :
  -  Australie : 9 novembre 2006
  -  Royaume-Uni : 11 mai 2007
  -  États-Unis : 14 août 2007

## Distribution
- Toni Collette (V. F. : Marie Vincent) : Sally Rowe
- Eddie Redmayne (V. F. : Tony Marot) : Alex Forbes
- Tom Sturridge (V. F. : Emmanuel Garijo) : Nigel Colbie
- Richard Roxburgh (V. F. : Pierre-François Pistorio) : L'Inspecteur Martin McKenzie
- Cathryn Bradshaw :  Helen Colbie
- Kate Maberly : Susan Mueller
- Patrick Malahide (V. F. : Jean-Luc Kayser) : Le Directeur
- Jon Overton (V. F. : Renaud Marx) : George Campbell
- Liam McKenna (V. F. : Alexis Victor) : Fergus
- Henry Hereford : Tom Horsham

## Box office
- Like Minds a rapporté $84,840 au box office en Australie.